# 진천 나들목
진천 나들목(Jincheon IC)은 충청북도 진천군 진천읍 상신리에 설치된 중부고속도로의 32번 교차로이다. 나들목 진출입로는 진천읍 송두리와 접하고 있으며, 국도 제21호선을 통해 진천읍, 덕산면 및 음성군 맹동면 등지 , 천안시 동남구 병천면으로 진출할 수 있다. 인근에 충북혁신도시가 있다.

## 연혁
- 1987년 12월 3일 : 중부고속도로 남이 ~ 하일구간 개통에 따라 영업 개시[1]
- 2001년 9월 20일 : 2002년 12월까지 나들목 요금소 차로 확장을 위해 충청북도 진천군 진천읍 상신리 250m 구간 도로구역 변경[2]

## 구조물 정보
- 위치: 충청북도 진천군 진천읍 상신리
- 영업소: 충청북도 진천군 진천읍 덕금로 192
- 한국도로공사 진천지사: 충청북도 진천군 진천읍 덕금로 215

## 접속하는 도로
- 국도 제21호선 (덕금로)

## 교통량 정보
| 요금소        | 통행량 (대/일) | 통행량 (대/일) | 통행량 (대/일) | 통행량 (대/일) | 통행량 (대/일) | 통행량 (대/일) | 통행량 (대/일) | 통행량 (대/일) | 통행량 (대/일) | 통행량 (대/일) | 각주  |
| 요금소        | 2001년         | 2002년         | 2003년         | 2004년         | 2005년         | 2006년         | 2007년         | 2008년         | 2009년         | 2010년         | 각주  |
| ------------- | -------------- | -------------- | -------------- | -------------- | -------------- | -------------- | -------------- | -------------- | -------------- | -------------- | ----- |
| 진천 (폐쇄식) | 5,265          | 5,703          | 5,349          | 4,604          | 4,485          | 4,629          | 4,671          | 4,741          | 5,266          | 4,666          | [ 3 ] |
| 요금소        | 2011년         | 2012년         | 2013년         | 2014년         | 2015년         | 2016년         | 2017년         | 2018년         | 2019년         |                | [ 3 ] |
| 진천 (폐쇄식) | 4,573          | 4,531          | 5,518          | 5,439          | 5,614          | 5,918          | 6,153          | 6,419          | 6,772          |                | [ 3 ] |